# José Alberto Capdevila
José Alberto Capdevila (o Capdevilla) fue un médico de fines del siglo XVIII y comienzos del XIX que tuvo una destacada labor profesional en el Río de la Plata.

## Biografía
José Alberto Capdevila y Pallares nació en Saraís, Lérida, ca. 1738. Cursó los estudios de medicina y cirugía en la Universidad de Cervera, donde obtuvo el título de licenciado en medicina, tras lo que fue examinado y aprobado por el Real Colegio de Cirugía de Barcelona que le extendió el diploma de "médico latino" en 1774. Ingresó como cirujano a los Reales Ejércitos y fue destinado al Regimiento de Galicia.

### Río de la Plata
Acompañó a Pedro de Cevallos a la Gobernación de Buenos Aires en su expedición de 1776. Allí, Capdevila, «quien desea establecerse acá», solicitó el nombramiento de Cirujano del Presidio de Buenos Aires en reemplazo de Matías Grimau en razón de que «el corto sueldo del Regimiento no le basta para su subsistencia y la de su familia», familia que aún permanecía en España. La solicitud fue aceptada bajo la condición de que, en atención a su avanzada edad, cediera a Matías Grimau la mitad de su sueldo, sueldo que siendo originalmente de 2000 pesos, había sido reducido para ese entonces a 500.
Ceballos le encargó el 18 de diciembre de 1777 el reconocimiento y examen de los que ejercían la medicina sin título o con título dudoso.
Al estallar en 1780 la rebelión de Túpac Amaru II acompañó como cirujano ayudante al coronel Francisco Argerich Batallas, Cirujano mayor de los ejércitos enviados a sofocar el levantamiento, tras lo que regresó a sus funciones habituales.

### Protomedicato
El 17 de agosto de 1780 el virrey Juan José de Vértiz y Salcedo abrió en el Colegio de los Jesuitas el Tribunal del Protomedicato y eligió al doctor Miguel Gorman «Protomédico General y Alcalde Mayor de todos los facultativos en Medicina, Cirugía y Farmacia en todos los distritos del virreinato».
Gorman eligió para integrar el Tribunal a Francisco Argerich y a Capdevila, quien entonces se encontraba en Colonia del Sacramento después de su servicio en el norte.
Además, fueron nombrados un fiscal como escribano (Juan José Rocha), un secretario del tribuna (José Miguel Carballo) y un alguacil (Miguel Mansilla).
Con el tiempo la situación económica se hizo insostenible y en 1784 solicitó permiso en razón de los «impulsos epilépticos que con mucha frecuencia le acometen en eminente peligro de perder la vida» para pasar a España para tratarse en las aguas termales «que tanto abundan en el Principado de Cataluña» y reunirse con su mujer y familia en Barcelona.
No obstante la llegada de su familia alteró sus planes y decidió ya su radicación en el Río de la Plata. Al hacerse cargo del gobierno Juan José de Vértiz y Salcedo, el antiguo médico del Presidio, Grimau, solicitó ser repuesto en el cargo y percibir el total del sueldo. Capdevila se opuso a la solicitud que tildó de muestra de ingratitud y solicitó su sueldo pleno y en los valores originales en razón del aumento de las fuerzas militares y «extraordinario aumento de la población» que había vivido el territorio desde el inicio de su comisión, lo que había aumentado extraordinariamente su trabajo y teniendo en cuenta lo bajo del ingreso para cubrir sus necesidades. 
También aducía que si bien en otras épocas Buenos Aires vivía «en medio de la abundancia» y ayudaba a vivir el «bajo precio de las casas y alimentos», eso también había cambiado.
La resolución del Tribunal consideró en 1787 que habiéndose comprobado el aumento de su trabajo y que «siendo por otra parte bien notorio el incremento que han tomado todos los comestibles, y demás especies necesarias a la vida humana con motivo de la erección del nuevo Virreynato, libre comercio y demás causas que a nadie se ocultan» correspondía acceder a un sueldo de 1500 pesos.
Sin embargo, el virrey Nicolás del Campo consideró excesivo el aumento declarando que se había ocultado que su trabajo «en la curación de los enfermos que en calidad de pobres [se tratan] en el Hospital de Betlemitas, se lo paga el mismo Hospital». En enero de 1788 se le acordó finalmente un salario de sólo 1000.
En 1790 obtuvo autorización para viajar a Cataluña por motivos de salud, regresando a los dos años.
En 1798 el virrey Antonio Olaguer Feliú reglamentó el nombramiento de Gorman y Capdevila, que debían ser responsables de la enseñanza de sus respectivas materias para «dar principio a la enseñanza pública de dichas facultades». Miguel Gorman era así nombrado protomédico y catedrático de medicina y Capdevila catedrático de cirugía, integrándose los otros cargos con Carballo como asesor, Rocha como escribano y Mansilla como alguacil.
Cuando le comunicaron a Capdevila su nombramiento, no quiso aceptarlo argumentando que tenía mucho trabajo como cirujano del Presido y se sentía afectado por su enfermedad. Por este motivo, en 1799, año en que el rey confirmó el cargo de protomédico de Buenos Aires, Capdevila fue reemplazado su nombramiento por el de Agustín Eusebio Fabre, que inició su enseñanza en 1801.
Cuando el 17 de noviembre de 1803 el Real Tribunal de Protomedicato de Buenos Aires expidió un Auto prohibiendo ejercer la profesión de medicina y cirugía en la ciudad y sus aledaños a los "curanderos y charlatanes", entregó a los boticarios una lista de los médicos y cirujanos que consideraba habilitados para ejercer la profesión y recetar. En esa lista figuran: los doctores Miguel O'Gorman, Cosme Mariano Argerich y José Redhead; los licenciados José Capdevila, Agustín Fabre, Justo García y Valdez, Miguel Rojas (Miguel Roxas o García Roxas), Salvio Gafarot (o Gaffarot), Juan Jiménez (Ximénes), Bartolomé González (o González Jabanero), Félix Pineda, Guillermo Aymas (o Aymar), Juan Tindall (o Tyndall), José Ignacio Aroche, David Reid, Manuel Salvadores, Ángel Refoxo, Jerónimo Aréchaga (o Gerónimo Aréchaga Amanita), Pedro Faya, Juan Escola, Francisco Maciel, Manuel Pintos, Carlos Deschamps, José Fernández, Francisco Ramírez (o Ramiro), Cesáreo Niño y Pedro Benito Fernández.

### Esclavitud
A consecuencia de la preocupación que generó el masivo ingreso de esclavos en Montevideo desde los primeros años 1790 se creó en 1804 una Junta de Sanidad integrada por tres cirujanos y presidida por Juan Cayetano Sánchez de Molina cuya misión era la de inspeccionar en el puerto de Montevideo los navíos negreros.
Molina propuso, aún sin el aval de sus compañeros, que se observaran estrictas medidas higiénicas para evitar contagios, dadas las pésimas condiciones en que llegaban los buques y teniendo en cuenta que se solían desembarcar los enfermos en el Buceo, donde la población de la ciudad acostumbraba a lavar la ropa.
Los comerciantes de esclavos resistieron las medidas y la cuestión de la fragata portuguesa El Joaquín (capitán Manoel Barbosa y Paliado) hizo estallar el conflicto. El Joaquín, fletado por Martín de Álzaga y su socio Zacarías Pereira, partió de Mozambique el 19 de noviembre de 1803 con 376 esclavos africanos y una tripulación de 15 hombres. Viajó sin detenerse en puerto alguno y al arribar a Montevideo el 28 de mayo de 1804 quedaban sólo 60 esclavos con vida. Molina ordenó al siguiente día que regresara a Mozambique, pero apenas partió una tormenta lo hizo regresar a puerto, encallando en la playa de la Aguada, donde Molina lo puso en cuarentena. 
Álzaga apeló airadamente la decisión explicando que «debido a la escasez de agua durante la travesía se racionó para los negros y no para la tripulación, ninguno de sus miembros se enfermó, por lo que alegaba que los esclavos no murieron de peste si no de sed ya que la peste afecta a todos por igual».
El virrey Rafael de Sobremonte hizo lugar a la apelación y decidió revisar la medida, pero el gobernador Pascual Ruiz Huidobro apoyó las disposiciones adoptadas por Molina, quien agravó el debate al calificar al comercio negrero como "inhumano y execrable".
Álzaga negó a Molina capacidad alguna como médico sanitarista y solicitó la opinión del Tribunal del Protomedicato, a lo que se accedió. El Protomedicato solicitó la opinión de los doctores José Redhead y Juan Tindall (ambos habían viajado en buques negreros provenientes de África y Tindall había incluso residido en la costa occidental de África), quienes respondieron escuetamente, y de los doctores Carlos Guerri (también involucrado desde su profesión en el tráfico negrero había residido en Mozambique) y a Capdevila, quien por su cargo se encargaba de los reconocimientos médicos para la regulación de la trata de esclavos en Buenos Aires.
Los encuestados coincidieron en señalar tanto las saludables condiciones de vida nativas en Mozambique así como las afecciones más frecuentes tras la captura y esclavitud: disentería, escorbuto, diarrea, sarna, infecciones oftálmicas y viruela. Capdevila agregó por su parte a esa lista las caquexias, fiebres nerviosas y venéreas.
Pero solo Capdevila consideró que el contagio de los esclavos desembarcados pudiera ser peligroso para la población del Río de la Plata. Mientras él achacaba a una partida de esclavos infectada la introducción de la viruela que en 1793 había provocado en Buenos Aires más de dos mil muertos, sus compañeros consideraban que la viruela ya estaba "naturalizada" en el territorio.

### Invasiones Inglesas
El día 12 de agosto de 1806 las fuerzas al mando de Santiago de Liniers y los voluntarios porteños iniciaban la reconquista de Buenos Aires ocupada por los británicos. Ese día ingresaron al Hospital de la Hermandad de la Caridad San Miguel 55 heridos, 4 de los cuales murieron. Allí prestó servicios Capdevila, junto a Salvio Gaffarot, José Bernardo Nogué, Cosme Mariano Argerich, Manuel Salvadores, Justo García Valdez, Gerónimo Aréchaga Amanita, y los alumnos Baltasar Tejerina, Juan de Dios Madera, Cesáreo Niño y Manuel Antonio Casal.
Después de la Reconquista Liniers organizó regimientos de milicias para resistir una probable segunda invasión, destinando a cada uno de ellos cirujanos y boticarios.
El 16 de octubre Miguel Gorman propuso la formación de una «plana mayor de médicos y cirujanos voluntarios, dependientes del ejército», sugiriendo su propia designación en el cargo de "Primer Médico del Ejército Urbano de Buenos Aires".
Finalmente se organizó el Cuerpo Sanitario cuya plana mayor, estabablecida a fines de 1806, estaba presidida por el Cirujano Mayor José Capdevila y constituida por el Médico Primero Justo García y Valdez, los Ayudantes Consultores Salvio Gaffarot y Bernardo Nogué, el Boticario Mayor Antonio García Posse y el Primer Boticario Manuel Hermenegildo Rodríguez. Posteriormente se incorporaron a la Plana Mayor los cirujanos Pedro Carrasco y Matías Rivero.
Durante las jornadas de la defensa contra la segunda invasión inglesa al Río de la Plata y ya finalizadas estas con la capitulación británica, los numerosos heridos de ambos bandos se distribuyeron en el Fuerte, los conventos de San Francisco, Santo Domingo y Santa Catalina, la Recoleta, el Colegio de San Carlos, en la Hermandad de la Caridad, y en casas particulares, una de ellas la del mismo Capdevila.
A partir del 4 de septiembre de 1807 Capdevila se hizo cargo directamente del hospital Santa Catalina auxiliado por Juan Pérez, Claudio Parro, Cesáreo Niño, Roque Barragán, Fermín Varela y el estudiante Pedro Nolasco Rojas. 
Para el 13 de octubre solo quedaban hospitalizados 11 heridos en Santa Catalina.
Así en la cruenta lucha a que dio lugar la segunda invasión, «esta organización militar, con médicos de carrera en las tropas, hospitales que recibían las evacuaciones y una dirección técnico-militar concomitante, dio excelentes frutos y los resultados obtenidos en el tratamiento de los heridos puede considerarse excelente para la época».
Su desempeño, al igual que el de Valdez, mereció que fuera citado en la Real Orden fechada en Sevilla el 13 de enero de 1809, figurando en la relación de grados conferidos por Fernando VII de España.
Tras la revolución de Mayo de 1810 permaneció en Buenos Aires ejerciendo su oficio. Falleció en su ciudad adoptiva el 29 de agosto de 1820 y fue sepultado en el camposanto del Hospital de los Betlemitas.

## Familia
El historiador Cutolo afirma que era hermano de José Antonio de Capdevila y que eran hijos de un homónimo, José Alberto de Capdevila y de Francisca de Vigo y Sanz. Sin embargo no coincide el segundo apellido de Capdevila (Pallares) y da como año de nacimiento de José Antonio el de 1765, por lo que es más factible que José Antonio sea su hijo y en ese caso Francisca de Vigo su esposa.
El 19/10/1785, Don José Alverto Capdevila y Pallares, casado con Doña Francisca Vigo y Fuentes, bautizan a su hijo: Pedro Francisco Jaime. Bautismos, Catedral al Norte, Ntra. Sra. de La Merced, Ciudad de Buenos Aires, L16 F68v.
Por otra parte, constan en el Indiferente General del Archivo General de Indias expedientes de solicitud de licencia de embarque de «José Antonio Capdevila, vecino y del comercio de Buenos Aires, hijo de José Capdevila, para regresar a su ciudad en el bergantín San José» (10 de enero de 1789) y de «José Cayetano Capdevila y Mariano Capdevila, hermanos, naturales y vecinos de Barcelona, solteros, hijos de José Capdevila y de Josefa Capdevila y Grasas, para pasar a Montevideo a reemplazar al frente de los negocios a Francisco Posas, residente y de aquel comercio, que retorna a España» (4 de mayo de 1803).